# Phylloporia (micologia)
Phylloporia Murrill, 1904 è un genere di funghi basidiomiceti della famiglia Hymenochaetaceae.

## Tassonomia

### Specie
- Phylloporia ampelina (Bondartsev & Singer) Bondartseva (1983)
- Phylloporia bibulosa (Lloyd) Ryvarden (1972)
- Phylloporia capucina (Mont.) Ryvarden (1982)
- Phylloporia chrysites (Berk.) Ryvarden (1972)
- Phylloporia crataegi L.W. Zhou & Y.C. Dai (2012)
- Phylloporia ephedrae (Woron.) Parmasto (1985)
- Phylloporia fontanesiae L.W. Zhou & Y.C. Dai (2012)
- Phylloporia fruticum (Berk. & M.A. Curtis) Ryvarden (1972)
- Phylloporia gutta L.W. Zhou & Y.C. Dai (2012)
- Phylloporia hainaniana Y.C. Dai & B.K. Cui (2010)
- Phylloporia minutispora Ipulet & Ryvarden (2005)
- Phylloporia nandinae L.W. Zhou & Y.C. Dai (2012)
- Phylloporia nouraguensis Decock & G. Castillo (2013)
- Phylloporia oblongospora Y.C. Dai & H.S. Yuan (2010)
- Phylloporia oreophila L.W. Zhou & Y.C. Dai (2012)
- Phylloporia parasitica Murrill (1904) - specie tipo
- Phylloporia pectinata (Klotzsch) Ryvarden (1991)
- Phylloporia resupinata Douanla-Meli & Ryvarden (2007)
- Phylloporia ribis (Schumach.) Ryvarden (1978)
- Phylloporia rzedowskyi R. Valenz. & Decock (2011)
- Phylloporia spathulata (Hook.) Ryvarden (1991)
- Phylloporia ulloae R. Valenz., Raymundo, Cifuentes & Decock (2011)
- Phylloporia verae-crucis (Berk. ex Sacc.) Ryvarden (1991)

### Sinonimi
- Cryptoderma Imazeki, Bull. Tokyo Sci. Mus. 6: 106 (1943)
- Daedaloides Lázaro Ibiza, Rev. Acad. Ci. Madrid 14: 675 (1916)
- Phaeolopsis Murrill, Bull. Torrey bot. Club 32(9): 489 (1905)[2]